# Francavilla d'Ete
Francavilla d'Ete là một đô thị ở tỉnh Ascoli Piceno ở vùng Marche, cách khoảng 50 km về phía nam của Ancona và khoảng 35 km về phía bắc của Ascoli Piceno. Đến thời điểm ngày 31 tháng 12 năm 2004, đô thị này có dân số là 977 người và diện tích là 10,2 km².
Francavilla d'Ete giáp các đô thị: Corridonia, Fermo, Mogliano, Monte San Pietrangeli, Montegiorgio.